# Jaczańce
Jaczańce (biał. Ячанцы, Jaczancy; ros. Ячанцы, Jaczancy) – wieś na Białorusi, w obwodzie grodzieńskim, w rejonie lidzkim, w sielsowiecie Dworzyszcze.

## Historia
W dwudziestoleciu międzywojennym leżały w Polsce, w województwie nowogródzkim, w powiecie lidzkim, w gminie Żyrmuny. W 1921 miejscowość liczyła 74 mieszkańców, zamieszkałych w 13 budynkach, wyłącznie Polaków. 61 mieszkańców było wyznania rzymskokatolickiego i 13 prawosławnego.
Po II wojnie światowej w granicach Związku Sowieckiego. Od 1991 w niepodległej Białorusi.